# インドの都市の一覧

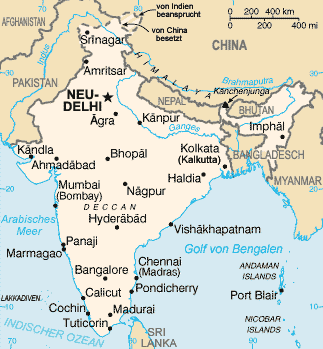
インドの地図

インドの都市の一覧の記事。

## A
- アボハール（Abohar）
- アチャルプル（Achalpur）
- アガルタラ（Agartala）*
- アーグラ（Agra）
- アフマダーバード（Ahmedabad）
- アフマドナガル（Ahmednagar）
- アイゾール（Aizwal）*
- アジュメール（Ajmer）
- アコーラー（Akola）
- アリーガル（Aligarh）
- イラーハーバード（Allahabad）
- アルワル（Alwar）
- アンバーラー（Ambala）
- アメーティー（Amethi）
- アムマカンダカラ（Ammakandakara）
- アムラーワティー（Amravati）
- アムレーリー（Amreli）
- アムリトサル（Amritsar）
- アーナンド（Anand, Gujarat）
- アナントプル（Anantapur）
- アーングル（Angul）
- アンクレーシュワル（Anklesvar／Ankleshwar）
- アヌーププル（Anuppur）
- アラリヤー（Araria）
- アルコット（Arcot）
- アーラー（Arrah）
- アルップッコーッタイ（Aruppukkottai）
- アサンソル（Asansol）
- アショークナガル（Ashoknagar）
- アシュタミチラ（Ashtamichira）
- アウランガーバード (ビハール州)（Aurangabad, Bihar）
- アウランガーバード（Aurangabad, Maharashtra）
- アスルナンド（Asurbandh, Jharkhand）
- アーザムガル（Azamgarh）

## B
- （Ballabhgarh）
- ベヘラームプル（Baharampur）
- バハードゥルガル（Bahadurgarh）
- ベヘラーイチ（Bahraich）
- ボーラーンギール（Bolangir）／バラーンギール（Balangir）
- バーラーガート（Balaghat）
- バラソール（Balasore）
- バリヤー（Ballia）
- バリ (インド)（Bali, India）
- バルラームプル（Balrampur）
- バーンダー（Banda）
- バンガナパッレ（Banganapalle）
- バーンスワーラー（Banswara）
- （Banur）
- （Bapatla）
- （Barachakia）
- バーラーマティー（Baramati）
- バーラン（Baran, Rajasthan）
- バルダマーン（Bardhaman） (Burdwan)
- バレーリー（Bareilly）
- バルガル（Bargarh） (Orissa)
- バルナーラー（Barnala）
- バリーパーラー（Baripada）
- バールメール（Barmer, Rajasthan）
- バッラクプル（Barrackpur）
- バルワーニー（Barwani）
- バーンスワーラー（Banswara）
- （Beawar）
- ベルガウム（Belgaum）
- ベッラーリ（Bellary）
- ベンガルール（Bengaluru）
- ベートゥル（Betul）
- バーガルプル（Bhagalpur）
- パヴァーニー（Bhavani, Erode）
- バンダーラー（Bhandara）
- バラトプル（Bharatpur, India）
- バルーチ（Bharuch）
- バーヴナガル（Bhavnagar）
- ビラーイー（Bhilai）
- （Bhimavaram）
- （Bhinmal）
- ビワンディー（Bhiwandi）
- ビワーニー（Bhiwani）
- ボーパール（Bhopal）*
- ブバネーシュワル（Bhubaneswar）*
- ブジ（Bhuj）
- ビーダル（Bidar）
- ビハール・シャリーフ（Bihar Sharif）
- ビジュノール（Bijnaur）
- ビーカーネール（Bikaner）
- （Bilara）
- ビラースプル（Bilaspur, Chhattisgarh）
- ビラースプル (ヒマーチャル・プラデーシュ州)（Bilaspur, Himachal Pradesh）
- （Bilgha, Punjab）
- ブッダガヤ（Bodh Gaya）
- ボーカーロー・スチール・シティ（Bokaro Steel City）
- ボーンガーイーガーオン（Bongaigaon）
- （Buldan）
- バル (インド)（Barh）
- バルプル（Balpur）
- バールルガート（Balurghat）
- ブラフマプリー（Brahmapuri, India）
- ベーランプル（Berhampur, Orissa）

## C
- カリカット（Calicut）／コージコード（Kozhikode）
- カンベイ（Cambay） (Khambhat)
- （Csasasasshwar）
- チャーンパーワト（Champawat）
- チャーマラージャナガル（Chamarajanagar）
- チャンダンナガル（Chandannagar）
- チャンディーガル（Chandigarh）
- （Chapirevula）
- チャプラー（Chapra）
- （Charkhari）
- （Charkhi Dadri）
- チャンドラプル（Chandrapur）
- チェンガルパットゥ（Chengalpattu）
- チェンナイ（Chennai）*
- （Cherunniyoor）
- チャタルプル（Chhatarpur）
- チンドワーラー（Chhindwara）
- チクマガルール（Chikmagalur）
- チプルーン（Chiplun）
- （Chirala）
- チトラドゥルガ（Chitradurga）
- チトラクート（Chitrakoot）
- チットゥール（Chittoor）
- コーヤンブットゥール（Coimbatore）
- （Contai）
- （Caryobys）
- クーヌール（Coonoor）
- カッダロール（Cuddalore）
- カタク（Cuttack）
- （Chappaiya）
- チューラーチャーンドプル（Churachandpur）

## D
- （Dabra）
- ダードラー（Dadra）
- ダーホード（Dahod）
- （Daksh）
- ダルトンガンジ（Daltonganj）
- ダマン（Daman）
- ダモー（Damoh）
- ダルバンガー（Darbhanga）
- ダージリン（Darjeeling）
- ダティヤー（Datia）
- ダーヴァナゲレ（Davanagere）
- デヘガーム（Dehgam）
- デヘラードゥーン（Dehradun）*
- デーオガル（Deoghar）
- デーワース（Dewas）
- デリー（Delhi）
- ダムタリー（Dhamtari）
- ダンバード（Dhanbad）
- ダール（Dhar）
- ダラムプル（Dharampur）
- ダラムシャーラー（Dharamsala）
- ダールワード（Dharwad）
- デーンカナール（Dhenkanal）
- ドールカー（Dholka）
- ドゥーレー（Dhule）
- ドゥリアン（Dhulian）
- ディブルーガル（Dibrugarh）
- ディスプル（Dispur）*
- ディンディーグル（Dindigul）
- ディーウ（Diu）
- ドーンビヴリー（Dombivli）
- （Dudurkote）
- （Duhbai）
- ダムダム（Dumdum）
- ドゥルグ（Durg）
- ドゥルガープル（Durgapur）
- ドワールカー（Dwarka）

## E
- エールール（Eluru）
- エルナクラム（Ernakulam）
- イーロードゥ（Erode）
- エーター（Etah）
- イターワー（Etawah）

## F
- ファイザーバード（Faizabad）
- （Falna）
- ファリーダーバード（Faridabad）
- ファリードコート（Faridkot, India）
- ファッルハーバード（Farrukhabad）
- ファテーガル（Fatehgarh）
- ファテープル・シークリー（Fatehpur Sikri）
- フィールーズプル（Firozpur）／（Ferozepur）
- フィールーザーバード（Firozabad）

## G
- ガダグ（Gadag-Betigeri）
- ガドチローリー（Gadchiroli）
- ガンディーナガル（Gandhinagar）*
- ガントク（Gangtok）*
- ガンジャーム（Ganjam）
- （Garcha, Punjab）
- ガヤー（Gaya, India）
- ガーズィヤーバード（Ghaziabad, India）
- ガーズィープル（Ghazipur）
- オールド・ゴア（Goa Velha）／（Old Goa）
- ゴードラー（Godhra）
- ゴーンディヤー（Gondiya）
- ゴーラクプル（Gorakhpur）
- グレーターノイダ（Greater Noida）
- ゴーヴィンドプリー（Govindpuri）
- クーダルール (ニーラギリ県)（Gudalur (Nilgiris district)）
- クーダルール (コーヤンブットゥール県)（Gudalur (Coimbatore district)）
- クーダルール (テーニ県)（Gudalur (Theni district)）
- （Gudivada）
- グムラー（Gumla）
- グナー（Guna, India）
- グンドルペート（Gundlupet）
- グントゥール（Guntur）
- グルグラム（Gurugram）
- （Guruharsahai）
- ゴーパールガンジ（Gopalganj,Bihar）
- グワーハーティー（Guwahati）
- グワーリヤル（Gwalior）

## H
- ホーシヤールプル（Hoshiarpur）
- ハルディヤー（Haldia）
- ハルドワーニー（Haldwani）
- ハミールプル (ヒマーチャル・プラデーシュ州)（Hamirpur, Himachal Pradesh）
- ハミールプル (ウッタル・プラデーシュ州)（Hamirpur, Uttar Pradesh）
- ハヌマーンガル（Hanumangarh）
- ハウラー（Howrah）
- ハルダー（Harda）
- ハルドーイー（Hardoi）
- ハルサーワー（Harsawa）
- ハリドワール（Haridwar）
- フッバッリ（Hubballi）
- ハーサン（Hassan, India）
- ハスティナープル（Hastinapur）
- ハートラス（Hathras）
- ヒマットナガル（Himatnagar）
- ヒンドゥール（Hindol, orissa）
- ヒサール（Hisar, Haryana）
- ハーンシー（Hansi）
- ハイデラバード（Hyderabad, India）*
- （Hatigudda, Karnataka）*
- （Halisahar）

## I
- インドール (インド)（Indore）
- インパール（Imphal）
- イーターナガル（Itanagar）

## J
- ジャランダル（Jalandhar）
- ジャバルプル（Jabalpur）
- ジャグダルプル（Jagdalpur）
- ジャイプル（Jaipur）*
- （Jais）
- ジャイサルメール（Jaisalmer）
- （Jaitaran）
- ジャラーラーバード (フィールーズプル県)（Jalalabad, Firozpur）
- ジャルガーオン（Jalgaon）
- （Jagraon）
- （Jagtial）
- ジャーロール（Jalore）
- ジャンムー（Jammu）
- ジャームナガル（Jamnagar）
- ジャムシェードプル（Jamshedpur）
- ジャウンプル（Jaunpur）
- ジャーブアー（Jhabua）
- ジャーラーワール（Jhalawar）
- ジャーンシー（Jhansi）
- ジュンジュヌー（Jhunjhunu）
- ジョードプル（Jodhpur）
- ジョールハート（Jorhat）
- ジュナーガド（Junagadh）

## K
- カダパ（Kadapa）
- カーキナーダ（Kakinada）
- グルバルガ（Kalburgi） (Formarly Gulbarga)
- カプールタラー（Kapurthala）
- カーンチープラム（Kanchipuram）
- カーンケール（Kanker）
- カーンプル（Kanpur）
- カンヌール（Kannur）
- カルール（Karur）
- カールワール（Karwar）
- カリームナガル（Karimnagar）
- カーシーラームナガル（Kashiramnagar）
- カトニー（Katni）
- カガリヤー（Khagaria）
- カラグプル（Kharagpur）
- コーチ (インド)（Kochi, India）
- コールハープル（Kolhapur）
- コルカタ（Kolkata）
- クリシュナナガル（Krishnanagar, Nadia）
- コッラム （Kollam）／（Quilon）

## L
- ラージパト（Lajpat）
- ラリトプル（Lalitpur, India）
- ラートゥール（Latur City）
- レー（Leh）
- ローナーヴァラー（Lonavla）
- ラクナウ（Lucknow）*
- ルディヤーナー（Ludhiana）

## M
- マダナパッレ（Madanapalle）
- マドガーオン（Margao）／（Madgaon）
- マディケーリ（Madikeri） (Mercara)
- マドゥライ（Madurai）
- マハーバレーシュワル（Mahabaleshwar）／（Mahabaleswar）
- マフブーブナガル（Mahbubnagar）
- マーヒ（Mahé, India）
- マホーバー（Mahoba）
- マフワ（Mahwa, India）
- （Mahuva (Bhavnagar district)）
- （Mahuva (Surat district)）
- （Malout）
- マーレーガーオン（Malegaon）
- （Mancherial）
- マーンドラー（Mandla）
- マンドサウル（Mandsaur）
- マネサル（Manesar）
- マンガルギリ（Mangalagiri）
- マンガロール（Mangalore）
- マープサー（Mapusa）
- マールムガーオー（Mormugao）／（Marmagao）
- マトゥラー（Mathura, Uttar Pradesh）
- マチリーパトナム（Machilipatnam）
- マハード（Mahad）
- マイナグリ（Maynaguri）
- メーラト（Meerut）
- メヘサーナー（Mehsana）
- （Melattor）
- ミーラー・バヤンダル（Mira-Bhayandar）
- ミラジ（Miraj）
- ミールザープル（Mirzapur）
- （Modinagar）
- モーガー（Moga, Punjab）
- モーハーリー（Mohali）
- モカメ（Mokameh）
- ムラーダーバード（Moradabad）
- モーティーハーリー（Motihari）
- マウントアブ（Mount Abu）
- ムクトサル（Muktsar）
- ムランプル (ルディヤーナー)（Mullanpur, Ludhiana）
- （Mullanpur- Garibdas）
- ムンバイ（Mumbai）*
- マスーリー（Mussoorie）
- ムルシダーバード（Murshidabad）
- ムザッファルナガル（Muzaffarnagar）*
- ムザッファルプル（Muzaffarpur）
- マイソール（Mysore）

## N
- ナディヤード（Nadiad）
- ナーガパッティナム（Nagapatnam）
- （Nagarkurnool）
- ナーガウル（Nagaur）
- ナーガルコーイル（Nagercoil）
- ナギーナ（Nagina）
- ナーグプル（Nagpur）
- ナイニータール（Nainital）
- ナルゴンダ（Nalgonda）
- ナーマッカル（Namakkal）
- ナーンデード（Nanded）
- （Nandyal）
- ナンドゥルバール（Nandurbar）
- ナンガル（Nangal）
- （Narasaraopet）
- ナルシンハプル（Narsinghpur）
- （Narsinghgarh, Damoh）
- （Narsinghgarh, Rajgarh）
- （Narsingarh, Tripura）
- （Narsingarh, Jharkhan）
- ナーシク（Nashik）
- ナビムンバイ（Navi Mumbai）／(New Mumbai)
- ナヴサーリー（Navsari）
- ナワルガル（Nawalgarh, Rajasthan）
- ナーラーガル（Nalagarh）
- ニーマチ（Neemuch）
- ネルール（Nellore）
- （New Guntur）
- ノイダ（Noida）
- ニザーマーバード (アーンドラ・プラデーシュ州)（Nizamabad, Andhra Pradesh）
- ニザーマーバード (ウッタル・プラデーシュ州)（Nizamabad, Uttar Pradesh）
- ニルマル（Nirmal）
- （Nurmahal）
- （Nurpur, India）

## O
- オンゴール（Ongole）

## P
- （Palai）
- パーリー（Pali, Rajasthan）
- （Palwal）
- パナジー（Panaji）*
- パンチクラー（Panchkula）
- パンダルプル（Pandharpur）
- パーニーパト（Panipat）
- パンナー（Panna, India）
- パンベル（Panvel）
- （Pasla, Punjab）
- パータン（Patan, Gujarat）
- パターンコート（Pathankot）
- パティヤーラー（Patiala）
- パトナ（Patna）*
- （Patratu）
- （Pethvadgaon）
- ピトーラーガル（Pithoragarh）
- ピンプリ・チンチワッド（Pimpri-Chinchwad）
- ポーンダー（Ponda, India）
- ポッラーッチ（Pollachi）
- ポカラン（Pokaran）
- ポンディシェリ（Puducherry (city)）*
- プッタパルティ（Puttaparthi）
- ポールバンダル（Porbandar）
- ポートブレア（Port Blair）*
- プラタープガル (ラージャスターン州)（Pratapgarh, Rajasthan）
- プラタープガル (ウッタル・プラデーシュ州)（Pratapgarh, Uttar Pradesh）
- プラタープガル (トリプラ州)（Pratapgarh, Tripura）
- プネー（Pune）
- プリー（Puri）
- プールニヤー（Purnia）
- プシュカル（Pushkar）
- （Punalur）

## R
- ライチュール（Raichur）
- ラーイガル（Raigarh）
- （Rairangpur）
- ラーイセーン（Raisen）
- ラージャムンドリー（Rajahmundry）
- （Rajampet）
- ラージガル (マディヤ・プラデーシュ州)（Rajgarh (Madhya Pradesh)）
- ラージコート（Rajkot）
- ラージナーンドガーオン（Rajnandgaon）
- ラーマナータプラム（Ramanathapuram）
- ラーメーシュワラム（Rameswaram）
- ラームガル (ラージャスターン州)（Ramgarh, Rajasthan）
- ラームプル（Rampur, Himachal Pradesh）
- ラーナーガート（Ranaghat）
- ラーニー (ラージャスターン州)（Rani, Rajasthan）
- ラーンチー（Ranchi）
- ラーニーケート（Ranikhet）
- （Raniwara）
- （Rasheed）
- ラタンガル (チュールー県)（Ratangarh, Churu）
- ラトラーム（Ratlam）
- ラトナーギリー（Ratnagiri）
- ラーエバレーリー（Raebareli）
- （Ravulapalem）
- （Renukoot）
- （Rishra）
- （Ringawa）
- リシケーシュ（Rishikesh）
- ルールキー（Roorkee）
- ラーウルケーラー（Rourkela）

## S
- （Sadri）
- サーガル (インド)（Sagar, Madhya Pradesh）
- （Sagara, Karnataka）
- セーラム (インド)（Salem, Tamil Nadu）
- サマスティープル（Samastipur）
- （Sanawad）
- （Sanchore）
- サーングリー（Sangli）
- サンガムネール（Sangamner）
- サティヤマンガラム（Sathyamangalam）
- サーターラー（Satara）
- サトナー（Satna）
- サハーランプル（Saharanpur）
- スィーホール（Seoni (Madhya Pradesh)）
- スィヴニー（Seoni）
- シャージャープル（Shajapur）
- シェーガーオン（Shegaon）
- シヴプル（Sheopur）
- （Shevgaon）
- シロン（Shillong）
- （Shrivardhan）
- シヴァーニー（Shivani, Tarikere）
- ソーラープル（Sholapur）
- （Shrirampur）
- （Shrigonda）
- （Siddipet）
- スィーカル（Sikar）
- スィルチャル（Silchar）
- スィルヴァーサー（Silvassa）
- （Sindhanur）
- （Sinnar）
- シムラー (インド)（Shimla）
- シホール（Sihor）
- （Shivamogga）
- （Shirala）
- シリグリ（Siliguri）
- スィングラウリー（Singrauli）
- スィローヒー（Sirohi）
- （Sironj）
- スィーターマリー（Sitamarhi）
- スィーワーン（Siwan, Bihar）
- （Sojat）
- ソーニーパト（Sonipat）
- ガンガーナガル（Sri Ganganagar）
- シュリーカークラム（Srikakulam）
- シュリーカーラハスティ（Srikalahasti）
- シュリーナガル（Srinagar）
- スーラト（Surat）
- （Sumerpur）
- スーラトガル（Suratgarh）
- スレーンドラナガル（Surendranagar）
- （Suryapet）
- スィータープル（Sitapur）
- サンバルプル（Sambalpur）

## T
- （Takhatgarh）
- （Tanuku）
- （Talwara）
- （Tamluk）
- （Tandur）
- テーズプル（Tezpur）
- テーナーリー（Tenali）
- ターネー（Thane）
- タンジャーヴール（Thanjavur）
- タターワター（Thathawata）
- ティルヴァッルール（Thiruvallur）
- （Thrikkannamangal）
- トリシュール（Thrissur）
- （Thodupuzha）
- トゥーットゥックディ（Thoothukudi）
- ティンディワナン（Tindivanam）
- ティンスキヤー（Tinsukia）
- ティルッパットゥール（Tiruppattur）*
- ティルッチラーッパッリ（Tiruchirappalli）
- ティルネルヴェーリ（Tirunelveli）
- ティルパティ（Tirupati (city)）
- ティルップール（Tirupur）
- ティルヴァンナーマライ（Tiruvannamalai）
- ティルヴァールール（Tiruvarur）
- ティーカムガル（Tikamgarh）
- （Thirthahalli）
- ティルヴァナンタプラム（Thiruvananthapuram）*
- （Tzudikong）

## U
- ウダイプル（Udaipur）
- ウダイプル (トリプラ州)（Udaipur, Tripura）
- ウダムプル（Udhampur）
- ウドゥピ（Udupi） (Udipi)
- ウダカマンダラム（Udhagamandalam）／（Ootacamund）
- ウッジャイン（Ujjain）
- ウルハースナガル（Ulhasnagar）
- ウンナーオ（Unnao）
- （Uttarpara）

## V
- ヴァドーダラー（Vadodara）
- （Vatakara）
- ヴァッラブ・ヴィディヤーナガル（Vallabh Vidhyanagar）
- ヴァルサール（Valsad）
- ヴァンダヴァーシー（Vandavasi）
- ヴァーピー（Vapi）
- ヴァーラーナシー（Varanasi）
- ヴァサイー（Vasai）
- ヴァスコ・ダ・ガマ (ゴア州)（Vasco da Gama, Goa）
- ヴェールール（Vellore）
- ヴィディシャー（Vidisha）
- ヴィジャヤワーダ（Vijayawada）
- ヴィルップラム（Viluppuram）
- ヴィラール（Virar）
- ヴィシャーカパトナム（Visakhapatnam）
- ヴィジャヤナガラム（Vizianagaram）
- （Virudhachalam）
- （Vyara）

## W
- ワランガル（Warangal）